# Springville (Alabama)
Springville – miasto w Stanach Zjednoczonych, w stanie Alabama, w hrabstwie St. Clair. W roku 2023 miasto zamieszkiwały 5233 osoby, a gęstość zaludnienia wynosiła 315,2 osoby/km².